# Galdrabók
Galdrabók (en islandès pronunciat com [ˈkaltraˌpouːk], o Llibre de màgia) és un grimori islandès datat aproximadament el 1600. Es tracta d'un petit manuscrit que conté una col·lecció de 47 encanteris i segells/pentagrames.
El grimori va ser compilat per quatre persones, possiblement començant a finals del segle XVI i durant fins a mitjans del segle xvii. Els tres primers escribes eren islandesos, i el quart era un danès que treballava amb material islandès. Els diferents encanteris consisteixen en material llatí i rúnic, així com símbols màgics islandesos, invocacions a entitats cristianes, dimonis i déus nòrdics, així com instruccions per a l'ús d'herbes i objectes màgics. Alguns dels encanteris són protectors, destinats contra problemes com problemes amb la maternitat, mal de cap i insomni, conjurs anteriors, pestilència, sofriment i angoixa al mar. Altres tenen la intenció de causar por, matar animals, trobar lladres, dormir algú, provocar flatulències o embruixar dones.
El llibre va ser publicat per primera vegada l'any 1921 per Natan Lindqvist en una edició diplomàtica i amb una traducció sueca. Stephen Flowers va publicar una traducció a l'anglès el 1989 i una edició facsímil amb comentaris detallats de Matthías Viðar Sæmundsson el 1992. El 1995 Flowers va produir una segona edició retitulada del seu llibre i amb l'ajuda de Sæmundsson va corregir moltes traduccions i va afegir moltes més notes i comentaris.